# 24-й отдельный моторизованный понтонно-мостовой батальон
Не следует путать с 24-м понтонно-мостовым батальоном 10-й понтонно-мостовой бригады
24-й отдельный моторизованный понтонно-мостовой батальон — воинская часть Вооружённых Сил СССР во время Великой Отечественной войны.

## История
Сформирован в составе 24-й танковой дивизии в марте 1941 года в Ленинградском военном округе.
В составе действующей армии с 22 июня 1941 года по 22 сентября 1941 года.
На 22 июня 1941 года базируется в Пушкине. До августа 1941 года повторил боевой путь 24-й танковой дивизии. В августе 1941 года из состава дивизии был изъят, подчинён напрямую командованию Лужского участка обороны.
В августе - сентябре 1941 года уничтожен в окружении севернее Луги

## Подчинение
| Подчинение по месяцам | Подчинение по месяцам | Подчинение по месяцам      | Подчинение по месяцам         | Подчинение по месяцам |            |
| Дата                  | Фронт (округ)         | Армия                      | Корпус (группа)               | Дивизия               | Примечания |
| --------------------- | --------------------- | -------------------------- | ----------------------------- | --------------------- | ---------- |
| 22 июня 1941 года     | Северный фронт        | 23-я армия                 | 10-го механизированный корпус | 24-я танковая дивизия | -          |
| 01 июля 1941 года     | Северный фронт        | 23-я армия                 | 10-го механизированный корпус | 24-я танковая дивизия | -          |
| 10 июля 1941 года     | Северный фронт        | Лужская оперативная группа | 10-го механизированный корпус | 24-я танковая дивизия | -          |
| 1 августа 1941 года   | Северный фронт        | Лужский участок обороны    | -                             | 24-я танковая дивизия | -          |
| 1 сентября 1941 года  | Ленинградский фронт   | Южная оперативная группа   | -                             | -                     |            |

## Командиры
- капитан Фёдор Александрович Миндлин [1]